# Col de Saint-Théodule
Le col de Saint-Théodule, ou col du Théodule (en allemand Theodulpass, en greschòneytitsch Théoduljoch), est un col alpin situé dans les Alpes pennines entre le Cervin et le Breithorn.

## Localisation
Ce col relie le Valtournenche, en Vallée d'Aoste avec la vallée de Zermatt, en Valais.
Il se trouve aux abords du glacier du Plateau Rosa, à 3 296 m d'altitude.

## Histoire

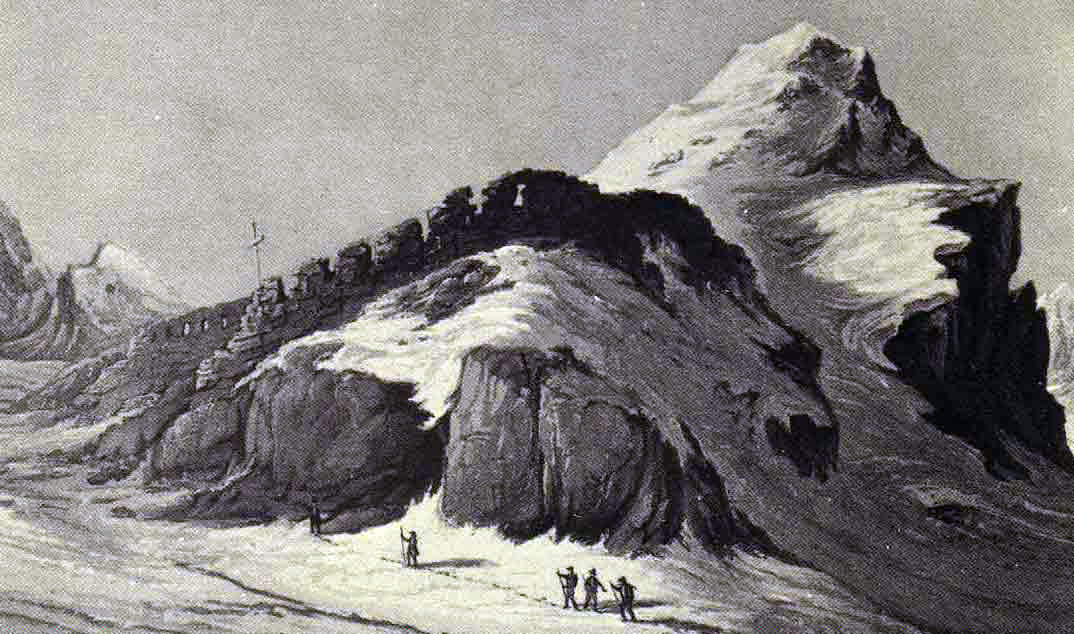
Le col dans un tableau de 1800.

Il est baptisé en l'honneur de saint Théodule, premier évêque connu du diocèse de Sion, qui autrefois comprenait aussi le Valtournenche, le val d'Ayas et d'autres territoires valdôtains.
Au cours des siècles, il a été très important pour les échanges commerciaux qu'il permettait, des deux côtés des Alpes.

## Accès
Près du col se situe le refuge du Théodule.
On peut rejoindre le col de Saint-Théodule aussi bien à partir du domaine skiable du Breuil, que de celui de Zermatt.